# Tragogomphus ellioti
Tragogomphus ellioti är en trollsländeart som beskrevs av Legrand 2002. Tragogomphus ellioti ingår i släktet Tragogomphus och familjen flodtrollsländor. IUCN kategoriserar arten globalt som otillräckligt studerad. Inga underarter finns listade i Catalogue of Life.